# 国債局
国債局（こくさいきょく）は明治から大正時代初頭まで大蔵省に設置されていた内部部局。

## 沿革
- 1873年（明治6年）9月7日、大蔵省に国債寮を設置。
- 1877年（明治10年）1月11日、国債寮は国債局となる。
- 1886年（明治19年）、公債課、恩給課、計算課を設置。
- 1891年（明治24年）8月16日、特別資金課、照査課を設置。
- 1893年（明治26年）11月10日、計算課、特別資金課、照査課を廃止し、備荒儲蓄金課を設置。
- 1897年（明治30年）4月28日、国債局は廃止となり、理財局の国債課となる。
- 1905年（明治38年）11月20日、臨時国債整理局を設置。
- 1909年（明治42年）11月5日、局名を国債局へ変更し、臨時秩禄課を設置。
- 1913年（大正2年）6月13日、国債局は理財局の国債課、臨時秩禄課の2課となる。

## 組織

### 明治30年の廃局時点
- 公債課
- 恩給課
- 備荒儲蓄金課

### 大正2年時点
- 整理課
- 調査課
- 臨時秩禄課

## 歴代国債局長
1877年7月 - 1897年4月
| 氏名       | 就任年月日     | 備考               |
| 国債頭     | 国債頭         | 国債頭             |
| ---------- | -------------- | ------------------ |
| 吉田二郎   | 1873年9月7日   |                    |
| 郷純造     | 1874年1月27日  | 心得               |
| 郷純造     | 1874年6月2日   | 大蔵大承           |
| 国債局長   |                |                    |
| 郷純造     | 1877年1月10日  |                    |
| 石渡貞夫   | 1882年6月2日   |                    |
| 田尻稲次郎 | 1886年1月16日  | 心得               |
| 田尻稲次郎 | 1886年3月9日   |                    |
| 宍戸昌     | 1890年6月25日  |                    |
| 田尻稲次郎 | 1891年3月27日  | 銀行局長による心得 |
| 有島武     | 1891年7月24日  | 関税局長を兼務     |
| 曽根静夫   | 1893年5月4日   | 心得               |
| 曽根静夫   | 1893年11月10日 |                    |
| 駒井重格   | 1896年4月8日   | 廃局               |

1909年11月 - 1913年6月
| 氏名       | 就任年月日     | 備考               |
| 国債局長   | 国債局長       | 国債局長           |
| ---------- | -------------- | ------------------ |
| 塚田達二郎 | 1909年11月5日  | 再設置             |
| 若槻禮次郎 | 1910年11月12日 | 大蔵次官による心得 |
| 山崎四男六 | 1910年11月25日 |                    |

## 歴代国債局次長
| 氏名     | 就任年月日   | 備考              |
| -------- | ------------ | ----------------- |
| 野本高義 | 1886年3月9日 | 1890年6月28日廃止 |